# ال بومن
ال بومن (به انگلیسی: Ole Bouman) (زاده ۱۹۶۰، امرسفورت)، مورخ، نویسنده کیوریتور آلمانی هلندی در حوزه طراحی شهرسازی و معماری است. او از مدیران بنیانگذار «جامعه طراحی» است. این جامعه ابتکاری از سوی گروه چاینا مرچنت و موزه ویکتوریا و آلبرت در شنزن است که در دسامبر ۲۰۱۷ افتتاح شد.

## کار حرفه‌ای
بومن وقتی هنوز دانشجو بود از سال ۱۹۸۷ تا ۱۹۸۸ از سخنرانان مجموعه سخنرانی‌هایی در دانشگاه فناوری دلفت شد که شخصیت‌های محوری چون ارنست مندل، آموس راپوپورت، جانکارلو د کارلو، کنت فرامپتون در آن شرکت داشتند.
او پس از فارغ‌التحصیلی از دانشگاه کار خود را به عنوان منتقد هنری و معماری با نشریه دو گرونه آمستردامر (به هلندی: De Groene Amsterdammer) آغاز کرد و از سال ۱۹۸۷ به مدت ده سال ستونی هفتگی در این مجله داشت.

## مجله آرشیز
او در سال ۱۹۹۶، سردبیر مجله بین‌المللی معماری آرشیز شد و آن را به مجله‌ای برای معماری، شهرسازی و فرهنگی بصری تبدیل کرد. او کمی پیش از انحلال این مجله مدیر و مؤسس بنیادی شد با همین عنوان مجله که به فعالیت غیردولتی در حوزه انتشار، مشاوره و ایجاد ارتباط میان اجتماعات محلی طراحی ادامه داد. او در این دوره کیوریتور نمایشگاه‌های بسیاری هم شد.

## مجله والیوم
او در سال ۲۰۰۵، با همکاری رم کولهاس و مارک ویگلی، مجله آرشیز را در مجله والیوم از نو سازماندهی کرد. مجله والیوم مجله‌ای مستقل بود که هدفش «گسترده‌تر کردن مرزهای معماری از خودش» تا به این ترتیب معماری نقشی تازه در جامعه پیدا کند.

## گزیده نوشته‌ها
- 3D>2D: The Designers Republic's Adventures in and Out of Architecture (۲۰۰۱)
- Kas Oosterhuis (2002)
- The Battle for Time (2003)
- Architecture, Liquid, Gas (2005)
- Disappearing Architecture: From Real to Virtual to Quantum (2005)
- Al Manakh (2007)
- Architecture of Consequence (2009)
- Testify! – the Consequences of Architecture (2011)
- Dutch Architecture in 250 Highlights (2012)
- Value Factory Academy: A School as Risk (2014, unpublished)
- The Making of Design Society (2017)
- Wang Shu and Amateur Architecture Studio (2017)